# Heq-at
Heq-at (ceptre sencer o ceptre de la prosperitat, també traduït com a Rei fort) o Aty, fou el nom del nomós XIII del Baix Egipte. Està situat a la part oriental incloent la part sud-oriental del Delta i la part oriental de l'Egipte Mitjà amb centre al que avui és el Caire.
La capital fou Iunu (Heliòpolis, avui Matariya). Una altra ciutat fou Kheraha (potser la Babilònia d'Egipte dels grecs). En una llista trobada a Edfú aquest nomós apareix dividit en quatre: An, Hotep-hemt, Shen-khebt, i Men-asi. (Dum. Geog. Ins. I, lxvi.). Estrabó, Plini el Vell i Claudi Ptolemeu donen com a única ciutat important la d'Heliòpolis.
Els déus principals foren Atum, Iusaas, el brau Mnevis, Hesat i Anubis.